# 南町 (国分寺市)
南町（みなみちょう）は、東京都国分寺市の町名。現行行政地名は南町一丁目から南町三丁目。郵便番号は185-0021。

## 地理
国分寺市南東部に位置する。北は本町及び小金井市貫井北町、東は小金井市貫井南町、南は東元町、西は泉町、北西は東恋ヶ窪に隣接する。国分寺駅周辺は飲食店等が多い繁華街になっている。東南の東元町との境を野川が流れる。

### 地価
住宅地の地価は、2017年（平成29年）の公示地価によれば南町2-1-13の地点で34万8000円/m2となっている。国分寺市内で最も地価が高い。

## 歴史

### 治安・風紀の維持
2012年、東京都は南町二丁目および三丁目を都迷惑防止条例に基づき、客引きやスカウトのみならず、それらを行うために待機する行為なども禁止する区域に指定した。

## 世帯数と人口
2017年（平成29年）12月1日現在の世帯数と人口は以下の通りである。
| 丁目       | 世帯数    | 人口    |
| ---------- | --------- | ------- |
| 南町一丁目 | 613世帯   | 1,290人 |
| 南町二丁目 | 1,482世帯 | 2,393人 |
| 南町三丁目 | 2,158世帯 | 3,248人 |
| 計         | 4,253世帯 | 6,931人 |

## 小・中学校の学区
市立小・中学校に通う場合、学区は以下の通りとなる。
| 丁目       | 番地 | 小学校               | 中学校               |
| ---------- | ---- | -------------------- | -------------------- |
| 南町一丁目 | 全域 | 国分寺市立第一小学校 | 国分寺市立第二中学校 |
| 南町二丁目 | 全域 | 国分寺市立第一小学校 | 国分寺市立第二中学校 |
| 南町三丁目 | 全域 | 国分寺市立第一小学校 | 国分寺市立第二中学校 |

## 交通

### 鉄道
| 隣接街区の駅                                                     |
| ---------------------------------------------------------------- |
| JR中央線 西武国分寺線(SK01) 西武多摩湖線(ST01) - 国分寺駅(JC 16) |

### 道路
- 東京都道133号小川山府中線（国分寺街道）
- 東京都道145号立川国分寺線

## 施設
- 東京経済大学
- 国分寺マルイ・セレオ国分寺
- ホテルメッツ国分寺
- 殿ヶ谷戸庭園
- ノジマ国分寺店